# Glenea octomaculata
Glenea octomaculata é uma espécie de escaravelho da família Cerambycidae. Foi descrita por Per Olof Christopher Aurivillius em 1927.